# Belonefòbia
Per belonefòbia s'entén la malaltia mental causada per una por extrema, incontrolable i irracional cap als objectes punxants i tallants, com agulles, ganivets, raors, xeringues, etc., que puguin causar ferides amb sang. Sovint aquesta fòbia està relacionada amb altres dues: hemofòbia o por a la sang i traumatofòbia o por a les ferides.

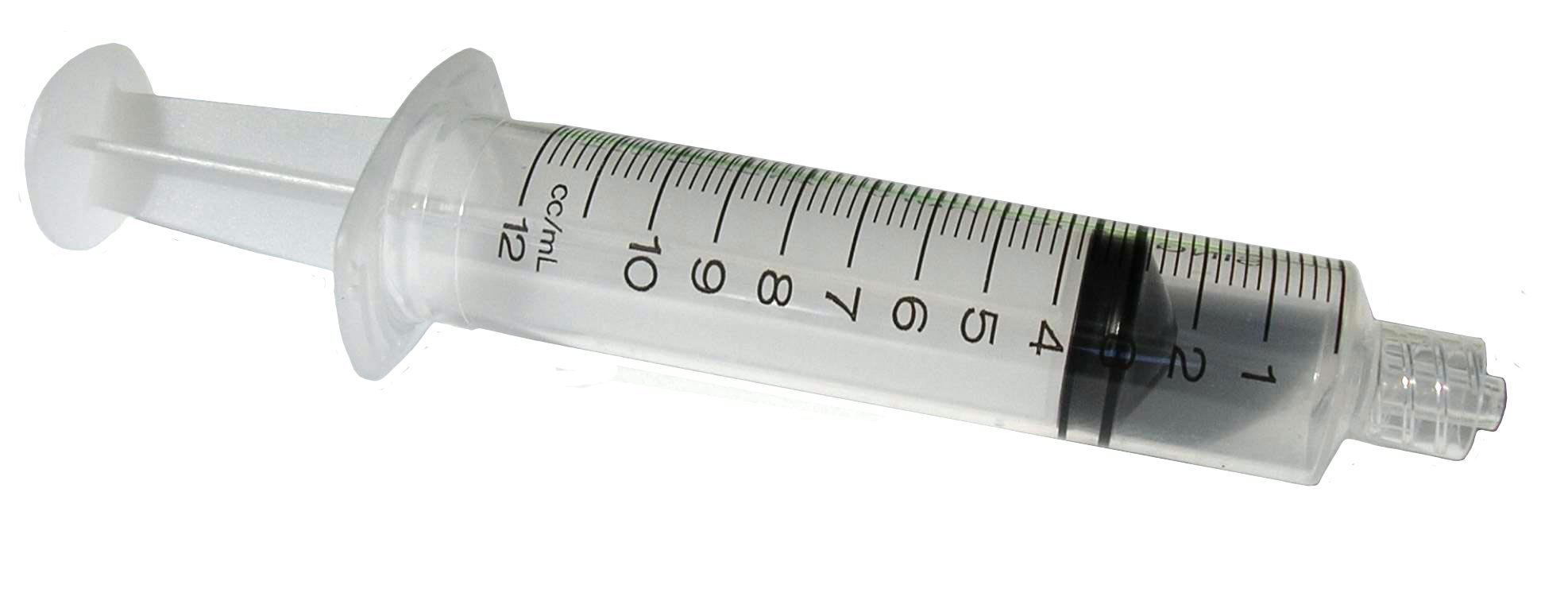
Una xeringa, que causa belonefòbia a moltes persones.

És lògic que la majoria de les persones tinguen por o repulsió quan es veuen atacades per un ganivet o una navalla o en veure una escena d'atac amb un objecte punçant en una pel·lícula, però això no és més que una resposta normal del cos davant una situació d'emergència o desagradable. La vertadera fòbia es dona al tenir por als objectes esmentats en una situació que no és d'emergència negativa, como en anar al laboratori a treure's sang o veure a algú cuinant. En un cas més extrem el fòbic pateix en veure'ls i fuig d'utilitzar-los.